# Hôtel Rochester Champs-Élysées
 (août 2017).
Le Rochester Champs-Élysées, plus communément, l'hôtel Rochester, est un hôtel quatre étoiles situé au 92 rue La Boétie dans le VIIIe arrondissement de Paris.

## Histoire
L'hôtel est construit en 1928. Pendant l'hiver 1954, il devient la plaque tournante des collectes demandées par l'abbé Pierre. En  1976, le Rochester est acquis par Philippe Thomas. Depuis 1991, il appartient au Groupe familial Frontenac.

## Dans la culture
Des scènes du film Le Temps de l'aventure ont été tournées[réf. nécessaire] à L’hôtel Rochester Champs-Élysées, film réalisé par Jérôme Bonnell avec comme acteurs principaux Emmanuelle Devos, Gabriel Byrne et Gilles Privat.